# Fritz Stein
Friedrich (Fritz) Wilhelm Stein, född 17 december 1879 i Gerlachsheim, Baden, död 14 november 1961 i Berlin, var en tysk musiker.
Stein innehade olika tjänster som dirigent och organist i olika tyska städer och blev 1906 universitetsmusikdirektör i Jena. Han bildade där en akademisk kör, återskapade de gamla Akademische Konzerte och gjorde sig känd genom att upptäcka och utge en symfoni, som han ansåg vara ett ungdomsverk av Ludwig van Beethoven, den så kallade "Jenaer Symphonie".
År 1913 blev han extra ordinarie professor vid Jena universitet och 1914 blev han Max Regers efterträdare som ledare för Meininger-orkestern. År 1919 blev han extra ordinarie och 1928 ordinarie professor i musikvetenskap vid Kiels universitet. Han var även verksam som orkester- och oratoriedirigent i Kiel. Han inträdde 1932 i det nazistiska och antisemitiska Kampfbund für deutsche Kultur. Samma år invaldes han som ledamot av Kungliga Musikaliska Akademien i Stockholm.